# 9807 Rhene
9807 Rhene este o planetă minoră (asteroid), cu un diametru de 24,683 km, din Asteroid troian al lui Jupiter. A fost descoperită pe 27 septembrie 1997 la Observatorul Ōizumi de Takao Kobayashi și a fost numită după Rhene⁠(d). 
Obiectul prezintă o orbită caracterizată de o semiaxă mare de 5,2138517 UAi, o excentricitate de 0,15, o înclinație de 4,9684 ° în raport cu ecliptica.